# Японски идол
Идол (アイドル aidoru, от английската дума „idol“) в японската поп култура е млада медийна личност (певец, актьор, модел и т.н.), обикновено тийнейджър, със сладък и невинен имидж. Идоли са отделна категория японски артисти.
Терминът се комерсиализира от японски агенции за таланти. Идолите са предназначени да бъдат идеален обект за любовта на пламенните фенове.
Съществува и мнение, че японците виждат идолите като сестри или „обикновени съседски момичета“.
В японската поп музика идолте певци представляват специфичен жанр, вид непретенциозни сантиментални песни, които не изискват много добро вокално майсторство, но артистът трябва да бъде красив и сладък. Във всекидневния им живот, идолите също така трябва да съответстват на своите песни, да имат кристално чист и светъл имидж, да бъдат достоен пример за подражание на подрастващото поколение.

## История
Феноменът е възникнал в началото на 1970-те години поради популярността на френския филм „Търсете идола“ („Cherchez l'Idole“), който излиза по екраните в Япония през ноември 1964 година. Актрисата Силви Вартан, която играе главната роля, става изключително популярна. Терминът „идол“ започва да се използва за момичета, главно между 14 и 16 години, които сега започват пътя си към славата или за много млади нови звезди.

## Селективен списък на японски идол групи
Това е селективен списък на японски идол групи (музикални групи), разделен на проекти или агенции за таланти.
- AKB48[7]
- Stardust Promotion (агенция за таланти)
  - Momoiro Clover Z[8]
  - Shiritsu Ebisu Chugaku[9]
  - Takoyaki Rainbow
- Hello! Project (проект)
  - Morning Musume[10]
  - °C-ute[11]
  - Berryz Kobo[12]
  - S/mileage[13]
  - Juice=Juice[14]
  - Buono![15]
- Fairies[16]
- 9nine[17]
- Sakura Gakuin[18]